# Беккер, Ханс-Йозеф
Ханс-Йозеф Беккер (нем. Hans-Josef Becker; род. 8 июня 1948, Варштайн-Белецке, Британская зона оккупации Германии) — немецкий прелат. Титулярный епископ Вины и вспомогательный епископ Падерборна с 9 декабря 1999 года по 3 июля 2003. Архиепископ Падерборна с 3 июля 2003 по 1 октября 2022.

## Биография
Изучал католическое богословие и философию в Падерборне и Мюнхене. 11 июня 1977 года рукоположен архиепископом Падерборна Йоханесом Дегенхардтом. С 1979 по 1995 год служил пастором в Миндене, Падерборне и Липпштадте. В последующие четыре года возглавлял Главное управление пасторского персонала при архиепископе в Падерборне.
9 декабря 1999 года назначен папой Иоанном Павлом II титулярным епископом Вины и вспомогательным епископом Падерборна. Епископское рукоположение провёл 23 января 2000 года кардиналом Дегенхардтом; ему прислуживали вспомогательный епископ Падерборна и впоследствии епископ Фульда Хайнц Йозеф Альгермиссен и вспомогательный епископ Падерборна и позже архиепископ Мюнхена—Фрайзинга Рейнхард Маркс. Епископский девиз Беккера: In verbo autem tuo — «по слову Твоему» (Лк 5: 5).
В начале 2002 года назначен каноником. После смерти кардинала Дегенхардта в июле 2002 возглавил администрацию архиепархии Падерборна. 3 июля 2003 года назначен Папой Иоанном Павлом II архиепископом Падерборна. Инаугурация состоялась 28 сентября 2003 года.
Беккер является членом Генеральной Ассамблеи и Постоянного совета Немецкой епископской конференции. С 2006 года возглавляет Комиссию по образованию и школе. Является членом Центрального комитета немецких католиков и членом «Объединенной конференции». Magnus Cancellarius богословского факультета Падерборна.
1 октября 2022 года Папа Франциск принял отставку архиепископа Беккера с поста архиепископа Падерборна

## Награды и премии
- Почётный член католического братства «Картельфербанд» (2002)
- Командор со звездой Ордена Гроба Господня (2005)
- Член братства церкви Санта-Мария-дель-Анима (2013)